# منذر، امیر قرطبه
ابو الحکم منذر بن محمد ششمین امیر امارت قرطبه بود. منذر پس از دریافت خبر مرگ پدرش محمد بن عبدالرحمن برای به‌دست آوردن تاج و تخت راهی قرطبه شد. از همان ابتدای شروع سلطنتش با شورش‌هایی مواجه گشت که از زمان پدرش شروع شده بودند و با شنیدن خبر مرگ پدرش جانی تازه یافته بودند.

## پیش از سلطنت

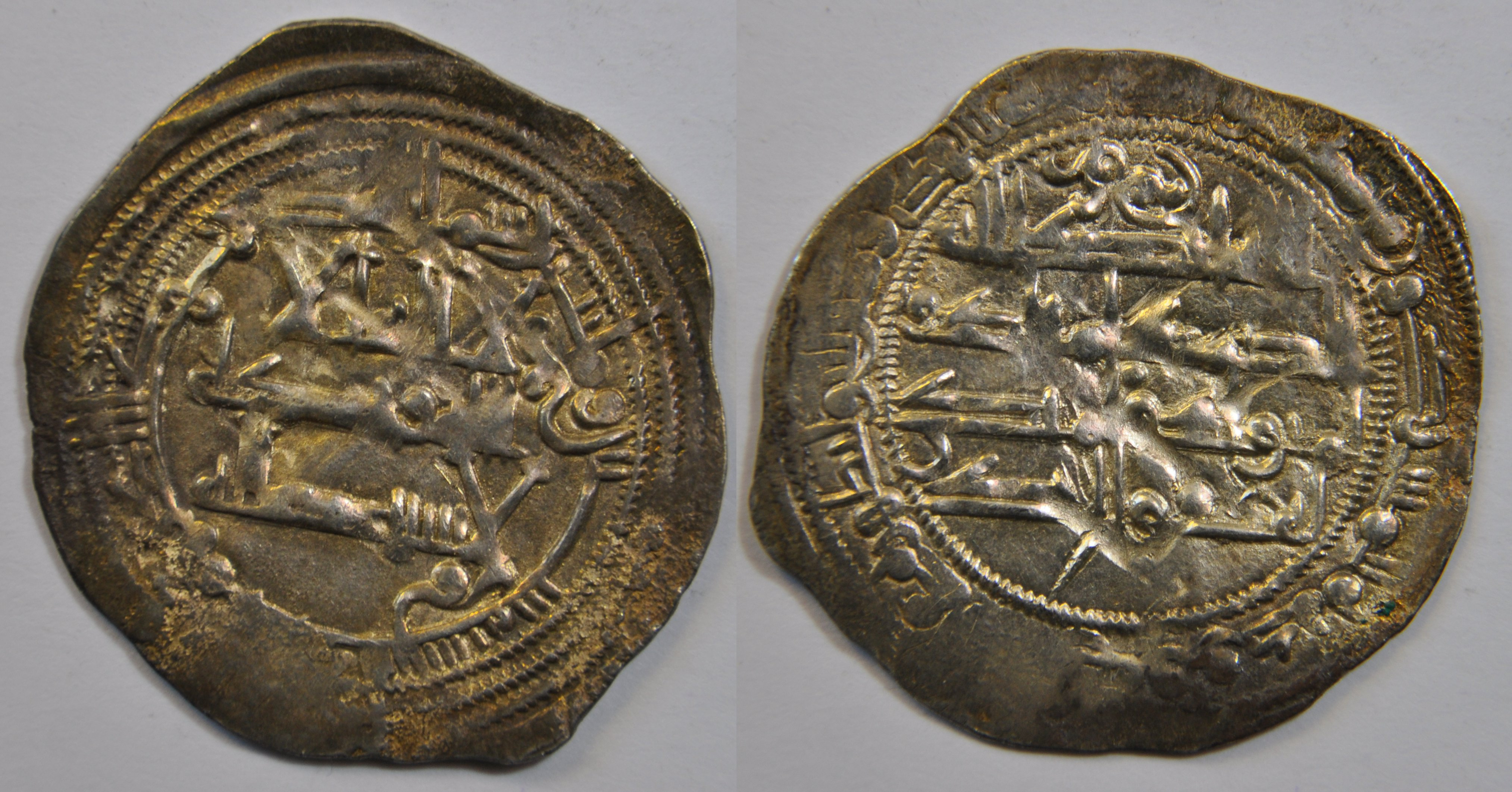
درهم پدرش محمد یکم، امیر قرطبه (۸۵۲–۸۸۶)

او در قرطبه به دنیا آمد و در زمان سلطنت پدرش فرماندهی عملیات نظامی علیه پادشاهی‌های مسیحی همسایه و شورش‌های مولدان را برعهده داشت.
در سال ۸۶۵ او لشکرکشی نیمه شکست خورده را علیه پادشاه اوردونو یکم، پادشاه آستوریاس در دره دورو رهبری کرد. در راه بازگشت به قرطبه، او رودریگو، کنت کاستیا را در بورگوس شکست داد و مرز قرطبه را به سمت شمال پیش برد. او همچنین سعی کرد پادشاهی لئون را فتح کند، اما در سال ۸۷۸ در والدمورا توسط پادشاه آلفونسوی سوم، پادشاه آستوریاس شکست خورد.
منذر لشکرکشی را علیه خاندان موالد بنقاسی که با آلفونسوی سوم متحد شده بودند، به راه انداخت، اما دوباره در سال ۸۸۳ شکست خورد. اما سال بعد، او توانست امیر شورشی ابن مروان از باداخوز اخراج کند.

## آغاز حکومت و مواجهه با دربار
در سال ۸۸۶، پس از مرگ پدرش، تاج و تخت کوردوبا را به ارث برد.
در همان ابتدای امر مسند قضا را از سلیمان بن اسود گرفت و آن را به ابو معاویه بن زیاد سپرد. تمام بن علقمه و محمد بن جعور را نیز در مقام خود بازآورد. همچنین به ابو عروه و حفص بن بسیل فرمان داد تا هاشم بن عبد العزیز حاجب دربار و تمام بستگانش را دستگیر و اعدام کنند و عبدالرحمن بن امیه را به جای حاجب مقتول برگزید.

## سرکوبی شورش‌ها
منذر در طول دو سال سلطنت خود به مبارزه با شورش عمر بن حفصون ادامه داد. بی درنگ پس از رسیدن به حکومت اندلس شخصاً علیه یاغیان و گردنکشان قدم به میدان گذاشت. نخستین سپاه تابستانی خود را در به فرماندهی محمد بن لب به منطقه البه و قلاع فرستاد که موجب کشتار جمع زیادی از مسیحیان و دستیابی به انبوهی از غنایم و اسیران شد.
در همین زمان اهالی طلیطله با گروهی از مردم بربر ساکن در شهر ترجیله بر ضد منذر متحد شدند که منذر آنان را شکست داد و شماری زیادی را کشت ولی تا پایان حکومت خود چندین بار مجبور به سرکوبی عصیان در این منطقه شد.
آنچه بیش از همه منذر را به خود مشغول داشت پایان دادن به کار عمر بن حفصون بود که در جنوب شورش کرده بود و ارشدونه و مالقه و جیان و استجه و غیره را در تصرف خود گرفت و همه عصیانگران در سراسر اندلس بدو پیوستند. در تابستان ۲۷۳ ه‍.ق منذر سپاهی به فرماندهی عبدالله بن مضر و ایدون فتی به ناحیه قبره اندلس گسیل داشت که با برخی نیروهای ابن حفصون جنگید و به دژها و قلاع تحت امر وی حمله برد.
در بهار سال ۲۷۴ ه‍.ق منذر شخصاً جهت سرکوبی شورش به طرف منطقه قبره حرکت کرد و آنجا را گشود و سپس دژ بابوستر مقر اصلی ابن حفصون را در محاصره گرفت در همین زمان به ارشدونه حمله برد و آنجا را تسخیر کرد. ابن عیشون حاکم ارشدونه و انصارش را اسیر کرد و به قرطبه فرستاد و در آنجا اعدام کرد. همچنین به چند دژ و شهر در کوه باغه که تحت رهبری بنی مطروح از متحدان ابن حفصون بود حمله برد و آنجا را فتح کرد و رهبرانشان را در قرطبه اعدام کرد.
در خلال محاصره ببشتر و در حالی که ابن حفصون در حال سقوط بود ناگهان منذر بیمار شد و برادرش عبدالله بن محمد را از قرطبه برای ادامه محاصره فرا خواند تا محاصره را ادامه دهد. منذر در همین زمان در ۱۵ صفر ۲۷۵ ه‍.ق به مرگ ناگهانی در گذشت و این پایانی بود بر حکومت کوتاه او و فاجعه‌ای برای اندلس.